# Postmoderni feminizam
Postmoderni feminizam ili feminizam trećeg vala je naziv za noviju formu feminizma, formiranu u Sjedinjenim Američkim Državama krajem 1980-ih i 1990-ih.
Postmoderni feminizam je nastao na kritici klasičnog tzv. equity feminizma, koji je inzistirao na postizanju jednakosti žena i muškaraca. Postmoderni feministi i feministice su se upustili u ljevičarsku kritiku čitavog suvremenog društva, u kojemu nalaze duboke probleme zbog kojih se potlačenost žena ne može do kraja okončati tek zalaganjem za njihovu ravnopravnost. Kritici je izvrgnuta i cjelokupna znanstvena spoznaja, kao opterećena muškim seksizmom.
Termin "treći val" u svezi feminizma prva je iskoristila feministička autorica Rebecca Walker u članku "Becoming the Third Wave" za časopis "Ms". Ondje je ona napisala povodom imenovanja suca Clarencea Thomasa, koji je bio u javnosti optužen za seksualno uznemiravanje, apel ženama gdje poziva: "Neka vam Thomasovo imenovanje služi kao podsjetnik da je borba daleko od kraja. Neka vas ovo zanemarivanja ženinog iskustva potakne na ljutnju. Pretvorite tu srdžbu u političku snagu. Ne glasajte za nikoga tko ne radi za nas. Ne pristajte imati seks s njima, ne lomite kruh s njima, nemojte ih njegovati ako oni ne stavljaju na visoko mjesto važnosti našu slobodu da kontroliramo svoja tijela i živote. Ja nisam post-feministička feministica. Ja sam Treći val."
Takav "Treći val" je među feministicama prevladao u vrijeme vrhunca posmodernističkih strujanja u kulturi, od koje je preuzeo metodu dekonstukcije kakvu je razvio francuski filozof i lingvist Jacques Derrida. U 21. stoljeću, feminističke autorice se nastoje distancirati od neoliberalizma koji je bio pomodni politički stav 1990.-ih godina, te su zaokupljene pitanjima odnosa roda i spolnosti, te egzistencijalnim pitanjima vezanima uz egzistenciju pripadnika LGBT zajednice.
Među glavne preokupacije postmodernog feminizma spadaju pitanje seksualnog nasilja (npr. MeToo pokret), trgovanja ljudima i općenito ropstva u suvremenom svijetu, pravo na pristup pobačaju i kontracepciji, seksualno oslobođenje žena, te prava LGBT osoba.